# International Economic Review
Die International Economic Review  (IER) ist eine wirtschaftswissenschaftliche Fachzeitschrift, die durch das Department of Economics der University of Pennsylvania und das Institute of Social and Economic Research (ISER) der Universität Osaka in Zusammenarbeit mit dem Verlag Wiley-Blackwell quartalsweise herausgegeben wird.

## Hintergrund
Die International Economic Review wurde 1960 durch Michio Morishima vom Institute of Social and Economic Research der Universität Osaka und Lawrence Klein von der Wharton School und der Abteilung für VWL der University of Pennsylvania gegründet, um einen Forum für moderne quantitative Ökonomie anzubieten. Die erste Ausgabe wurde im Januar 1960 veröffentlicht. Finanziell und materiell wurde die International Economic Review in ihrer Anfangszeit durch die Kansai Economic Federation von Osaka unterstützt. Gegenwärtig wird die Zeitschrift als akademische Nonprofit-Joint Venture durch ISER und das Department of Economics der University of Pennsylvania gemeinschaftlich verwaltet und herausgegeben. Seit seiner Gründung hat die Zeitschrift versucht durch seine Publikation von Spitzenartikeln in vielen Gebieten der Ökonomie, darunter Ökonometrie, Wirtschaftstheorie, Makroökonomie und angewandte Ökonomie, weltweit Wirtschaftsforschung anzuregen.

## Redaktion
Gegenwärtig besteht die Redaktion aus Chefredakteur Harold Cole (University of Pennsylvania) und Co-Redakteur Charles Horioka (Universität Osaka), deren zwei Assistenten, einem vierköpfigen Redaktionsrat sowie zehn Associate Editors.

## Rezeption
In einer Studie von Kalaitzidakis et al. (2003) belegte die International Economic Review Platz 15 von 159 ausgewerteten Publikationen, sank jedoch in einer aktualisierten Studie von Kalaitzidakis et al. (2011) auf Platz 18 von 209 verglichenen Publikationen ab. Im wirtschaftswissenschaftlichen Publikationsranking des Tinbergen-Instituts an der Universität Amsterdam wird die International Economic Review in der Kategorie A („sehr gute allgemeine wirtschaftswissenschaftliche Fachzeitschriften und Spitzenzeitschriften im jeweiligen Fachgebiet“) geführt. Im wirtschaftswissenschaftlichen Publikationsranking von Engemann und Wall (2009) belegte die International Economic Review Rang 11. Eine weitere Studie der französischen Ökonomen Pierre-Phillippe Combes und Laurent Linnemer listet das Journal mit Rang 19 von 600 wirtschaftswissenschaftlichen Zeitschriften in die zweitbeste Kategorie AA ein.
Der Impact Factor der International Economic Review lag im Jahr 2012 bei 1,162. In der Statistik des Social Sciences Citation Index wurde die Zeitschrift an 112. Stelle von 333 Journals in der Kategorie Wirtschaftswissenschaften geführt.

## Lawrence R. Klein-Vorlesungen
1997 startete die International Economic Review die jährliche Lawrence R. Klein-Vorlesungsreihe (benannt nach dem Wirtschaftsnobelpreisträger Lawrence R. Klein), deren Inhalt später in der IER veröffentlicht wird. Die Liste der vergangenen Lektoren beinhaltet Ariel Pakes (2013), Boyan Jovanovic (2012), Ernst Fehr (2011), Charles Manski (2009), Oded Galor (2008), Christopher Pissarides (2006), Kiminori Matsuyama (2005), Dale Mortensen (2004), David Levine (2003), Nobuhiro Kiyotaki (2002), James Heckman (2001), Neil Wallace (2000), Fumio Hayashi (1999) sowie Edward C. Prescott (1997).